# Coppa Principessa di Piemonte 1934
La Coppa Principessa di Piemonte 1934 è stato un Gran Premio di automobilismo della stagione 1934.

## Gara

### Risultati
| Pos | N. | Pilota              | Scuderia                    | Vettura                  | Giri | Tempo/Ritiro |
| --- | -- | ------------------- | --------------------------- | ------------------------ | ---- | ------------ |
| 1   | 22 | Tazio Nuvolari      | Privato                     | Maserati 6C34            | 50   | 2h10'23"4    |
| 2   | 18 | Antonio Brivio      | Scuderia Ferrari            | Alfa Romeo P3            | 50   | 2h10'32"2    |
| 3   | 4  | Mario Tadini        | Scuderia Ferrari            | Alfa Romeo P3            | 50   | 2h12'59"4    |
| 4   | 28 | Nino Farina         | Scuderia Subalpina          | Maserati 4CM             | 49   | 2h11'09"4    |
| 5   | 26 | Gianfranco Comotti  | Scuderia Ferrari            | Alfa Romeo P3            | 49   | 2h12'00"4    |
| 6   | 38 | Luigi Soffietti     | Scuderia Siena              | Maserati 8CM             | 47   | 2h10'30"4    |
| 7   | 10 | Giovanni Minozzi    | Scuderia Siena              | Maserati 8CM             | 47   | 2h10'39"0    |
| 8   | 30 | Luigi Premoli       | Privato                     | Alfa Romeo 8C 2300 Monza | 46   | 2h11'31"8    |
| 9   | 6  | G. Cornaggia-Medici | Privato                     | Alfa Romeo 8C 2300 Monza | 46   | 2h11'36"4    |
| Rit | 24 | Letterio Cucinotta  | Gruppo Genovese San Giorgio | Maserati Tipo 26M        |      |              |
| Rit | 14 | Giovanni Rocco      | Privato                     | Maserati                 |      | Freni        |
| Rit | 2  | Gennaro Auricchio   | Privato                     | Alfa Romeo 8C 2300 Monza |      | Incidente    |